# Mihail Sadoveanu
Mihail Sadoveanu est un écrivain et un homme politique roumain né à Pașcani, une petite ville au nord de la Moldavie, le 5 novembre 1880 et décédé à Bucarest le 19 octobre 1961.

## Carrière
Après des études à Pașcani, Fălticeni et Iași, il quitte la Moldavie en 1904 et entame des études de droit à Bucarest. Cette même année il commence une carrière littéraire prolifique publiant quatre livres (dont Povestiri, prix de l'Académie roumaine, dont il était membre).
L'écrivain ne termine pas son droit, lui préférant une carrière littéraire. Durant sa vie, il publie plus de cent livres tout en collaborant à des journaux littéraires (notamment Insemnari literare avec son ami le poète George Topârceanu). Ses œuvres les plus remarquables sont notamment Hanul Ancuţei (L'auberge d'Annette), Fraţii Jderi (Les Frères Martres), Creanga de aur (Le Rameau d'Or), Baltagul (La Cognée) et Viaţa lui Ștefan cel Mare (La vie d'Étienne le Grand). La plupart de ses écrits sont inspirés de l'histoire, du folklore et de la culture moldaves.
Académicien et grand-maître franc-maçon, Sadoveanu devenu un personnage d'importance, est à la Roumanie d'avant-guerre ce que Victor Hugo avait été à la France du XIXe siècle : une conscience reconnue. Toutefois, sous les dictatures carliste, fasciste et communiste, Sadoveanu choisit la prudence et évita de critiquer ouvertement ces régimes, comme le firent d'autres intellectuels roumains, tel Gheorghe Ion Brătianu.
En revanche, menacé de prison par la dictature communiste, Sadoveanu renia publiquement ses convictions démocratiques antérieures, se rallia bruyamment au stalinisme au point d'écrire un panégyrique de Staline intitulé La Lumière vient de l'Orient, et eut une attitude ambigüe envers ses anciens « frères » persécutés : il en fit libérer certains comme Pantelimon Halippa, mais il en dénonça d'autres à la Securitate. À partir de là, toutes ses œuvres furent imprégnées de propagande (par exemple, son roman Mitrea Cocor tente de justifier les violences de la collectivisation) : sa collaboration avec le régime communiste est distinguée par le prix Lénine qu'il reçoit peu de temps avant sa mort.

## Œuvres
Mihail Sadoveanu est un écrivain prolifique, qui a publié plus d'une centaine d'œuvres, parmi lesquelles :
- Umbre (1919).
- Hanul Ancuţei (L'auberge d'Annette), d'après un récit populaire (1928).
- Zodia Cancerului sau Vremea Ducai-Voda (1929), roman historique (traduit en français sous le titre Le Règne du prince Douca ou le Signe du cancer, Paris, Éditions Rue d'Ulm, 2018).
- Baltagul (La Cognée), roman (1930).
- Creanga de aur (Le Rameau d'Or), roman (1933).
- Fraţii Jderi (Les Frères Jderi), trilogie (1935-1942).
- Mitrea Cocor (1949).